# Pyrgocyphosoma aspidiorum
Pyrgocyphosoma aspidiorum är en mångfotingart som först beskrevs av Karl Wilhelm Verhoeff 1931.  Pyrgocyphosoma aspidiorum ingår i släktet Pyrgocyphosoma och familjen knöldubbelfotingar. Inga underarter finns listade i Catalogue of Life.